# 國土交通事務次官
國土交通事務次官（日语：／）是日本國家公務員的官職。為國土交通省事務官的頂點。簡稱國交次官。

## 歷代國土交通事務次官
平成30年度為止。共出現19位事務次官。
| 姓名               | 在任期間                      | 學歷 ※空白為東大法學部                     | 卸任後的職務 |
| ------------------ | ----------------------------- | ------------------------------------------ | --- |
| 小野邦久（建設）   | 2001年1月6日 - 2001年7月6日   |                                            | 都市再生機構理事長、不動產適正取引推進機構理事長                                                                                         |
| 小幡政人（運輸）   | 2001年7月6日 - 2002年7月16日  |                                            | 鐵道建設、運輸設施整備支援機構理事長、航空保安無線系統協會顧問                                                                           |
| 青山俊樹（技官）   | 2002年7月16日 - 2003年7月18日 | 京都大學大學院工學研究科土木工學專攻       | 水資源機構理事長 |
| 風岡典之（建設）   | 2003年7月18日 - 2004年7月1日  | 東京教育大學文學部                         | 宮內廳長官、宮內廳次長 |
| 岩村敬（運輸）     | 2004年7月1日 - 2005年8月12日  |                                            | 港灣近代化促進協議會會長、株式會社日本損害保險顧問、東京大學公共政策大學院特聘教授、關西電力株式會社顧問、關西國際機場株式會社取締役會長 |
| 佐藤信秋（技官）   | 2005年8月12日 - 2006年7月11日 | 京都大學大學院工学研究科土木工學專攻       | 自民黨參議院議員 |
| 安富正文（運輸）   | 2006年7月11日 - 2007年7月10日 |                                            | 港灣近代化促進協議會會長、東京地下鐵會長                                                                                                 |
| 峰久幸義（建設）   | 2007年7月10日 - 2008年7月4日  |                                            | 復興事務次官、內閣官房參與 |
| 春田謙（運輸）     | 2008年7月4日 - 2009年7月24日  |                                            | 新關西國際機場會社社長 |
| 谷口博昭（技官）   | 2009年7月24日 - 2010年8月10日 | 東京大學工學部土木工學科                   | 芝浦工業大學教授、國土技術研究中心理事長、全國土木施工管理技士會連合會會長                                                               |
| 竹歲誠（建設）     | 2010年8月10日 - 2011年9月2日  |                                            | 內閣官房副長官、駐澳洲特命全權大使 |
| （小澤敬市）       | 2011年9月2日- 2012年9月16日   | （事務次官事務代理）                       | （事務次官事務代理） |
| 宿利正史（運輸）   | 2011年9月16日- 2012年9月11日  |                                            | 國際高速鐵道協會理事長 |
| 佐藤直良（技官）   | 2012年9月11日 - 2013年8月1日  | 東京工業大學大學院理工學研究科土木工學專攻 | 先端建設技術中心理事長、日本大學客席教授、日本建設情報綜合中心顧問                                                                       |
| 增田優一（建設）   | 2013年8月1日 - 2014年7月8日   |                                            | 中日本高速道路代表取締役 |
| 本田勝（運輸）     | 2014年7月8日 - 2015年7月31日  |                                            | |
| 德山日出男（技官） | 2015年7月31日 - 2016年6月17日 | 東京大學工學部土木工學科                   | 電通顧問、政策研究大學院大學客席教授 |
| 武藤浩（運輸）     | 2016年6月17日 - 2017年7月7日  | 京都大學法學部                             | |
| 毛利信二（建設）   | 2017年7月7日 - 2018年7月31日  |                                            | |
| 森昌文（技官）     | 2018年7月31日 -               | 東京大學工學部土木工學科                   | 現任 |